# Maschen Rangierbahnhof

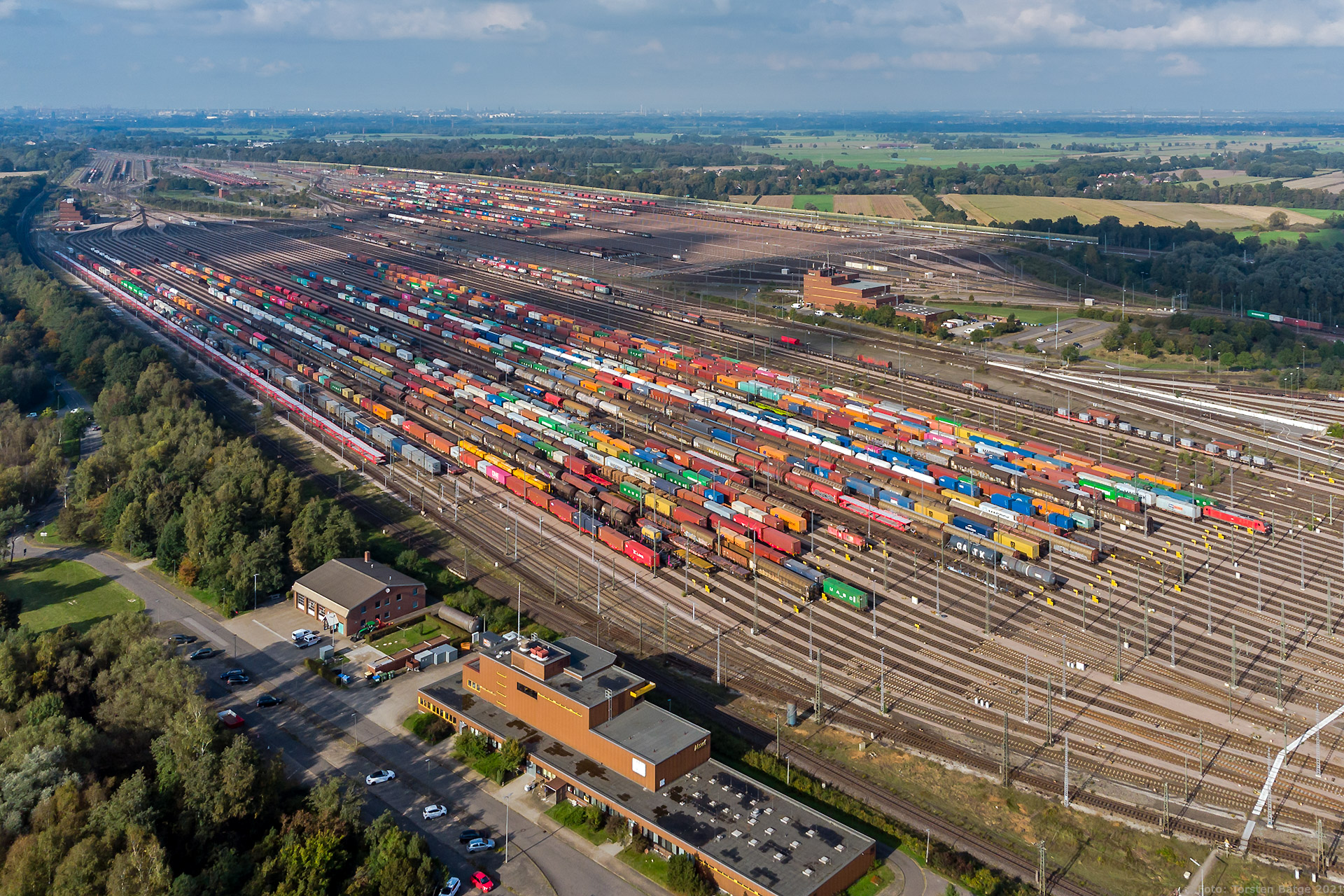
Rangierbahnhof Maschen 2021.

Maschen Rangierbahnhof är en rangerbangård i Maschen utanför Hamburg. Den är Europas största rangerbangård och ligger längs järnvägslinjen Hamburg–Hannover.
Under 1960- och 70-talen arbetade Deutsche Bundesbahn (DB) för att avskaffa de många mindre bangårdarna som fanns kring och i Hamburg och tog fram Maschen som ett ersättningsalternativ.
Rangerbangården består av två mot varandra riktade tågbildningsanläggningar: en infartsgrupp med riktningsgrupp och rangerspår i riktning norr–söder, bestående av 48 spår och en i motsatt riktning, söder–norr bestående av 64 spår. Bangården har 4 ställverk (Fahrdienstleiterstellwerken). Det finns lokstall för elektrolok och diesellok tillsammans med verkstäder för att reparera skadade godsvagnar.
Anläggningen, som blev färdigställd stegvis mellan 1977 och 1980, med officiell invigning 7 juli 1977, renoverades och byggdes om i etapper sedan 2009. Färdigställandet av den förnyade bangårdsanläggningen, som fick ytterligare rangermöjligheter, skedde 2014.